# Marco Aurélio da Silva Azevedo
Marco Aurélio da Silva Azevedo, conhecido como Professor Marco Aurélio (Conceição do Araguaia, 30 de junho de 1979) é um professor e político brasileiro. Ele foi deputado estadual pelo Maranhão (2015-2023).
Nascido em 30 de junho de 1979 em Conceição do Araguaia (PA), mudou-se para Imperatriz aos 17 anos, onde iniciou seus estudos e posteriormente fundou o cursinho pré-vestibular "Teorema", que se tornou bastante popular na cidade. Formado em Matemática pela Universidade Estadual do Maranhão (UEMA), ele construiu uma carreira voltada para a educação, ajudando muitos jovens a ingressarem na universidade.

## Carreira política
A entrada de Marco Aurélio na política ocorreu em 2004, quando foi candidato a vice-prefeito de Imperatriz. Ele foi eleito vereador em 2012 e, em 2014, tornou-se deputado estadual, recebendo a maior votação em Imperatriz, com mais de 30 mil votos. Reeleito em 2018, Marco Aurélio se destacou na Assembleia Legislativa, onde presidiu a Comissão de Constituição e Justiça (CCJ) e foi vice-líder do governo. Durante seus mandatos, ele focou especialmente em questões de educação, como a criação da Universidade Estadual da Região Tocantina do Maranhão (Uemasul) e a alocação de emendas parlamentares para a construção de escolas.